# Conus cossignanii
Conus cossignanii é uma espécie de caracol marinho, um molusco gastrópode marinho da família Conidae, os caramujos cônicos, conchas cônicas ou cones.
Esses caracóis são predadores e venenosos . Eles são capazes de “picar” humanos .

## Distribuição
Esta espécie ocorre no Oceano Atlântico ao largo da ilha do Maio, Cabo Verde.